# Norman Schwartz
Norman Schwartz (* 25. August 1927; † 21. März 1995 in New York City) war ein amerikanischer Musikproduzent und Konzertveranstalter, der vor allem im Bereich des Jazz tätig war.

## Leben und Wirken
Schwartz, der an der Juilliard School of Music und der New York University Musik und Betriebswirtschaft studierte, gründete zunächst eine Steuerberatungs- und Managementfirma, die Künstler aus dem Showbusiness wie Stan Getz betreute. Ab 1968 produzierte er (vorrangig) Jazzplatten, zunächst für Skye Recording, dann unabhängig für RCA und Columbia, um 1978 sein eigenes Label Gryphon zu gründen, das Alben von Phil Woods, Michel Legrand, Mel Tormé oder Don Sebesky veröffentlichte. Weiterhin produzierte er Cal Tjader, Gábor Szabó, Gary McFarland, Lena Horne, Woody Herman, Louis Hayes, Barry Miles, Buddy Rich, Hal Galper, Joe Beck, Ruth Brown, Leon Thomas und Bob Brookmeyer sowie 1973 das Album Recorded Live At Newport In New York mit Auftritten von Aretha Franklin, Stan Getz und Ella Fitzgerald. Sechs seiner Produktionen gewannen Grammy Awards.
Zwischen 1982 und 1985 überwachte Schwartz die Renovierung des Manhattan Center, zu dem auch der Einbau eines Aufnahmestudios gehörte. Zudem entwickelte er einen Studienkurs über Musikproduktion für das Thelonious Monk Institute of Jazz.